# Geh doch nach drüben
„Geh doch nach drüben!“ bzw. „Geht doch rüber!“ oder „Geh doch nach drüben, wenn’s dir hier nicht passt!“ sind umgangssprachliche Redewendungen aus der Zeit der deutschen Teilung, in der Deutschland durch die innerdeutsche Grenze in die Deutsche Demokratische Republik (DDR) und die Bundesrepublik Deutschland geteilt war.

## Verwendung
In Westdeutschland wurde die Aufforderung als stereotype Antwort auf kritische Anfragen an die Verhältnisse im eigenen Land geäußert, um einer Diskussion auszuweichen und um Kritikern Sympathien mit den DDR-Verhältnissen zu unterstellen. Mit drüben war die seinerzeit sogenannte Ostzone bzw. das Gebiet der DDR gemeint. In der DDR wurde auf dieselbe Weise mitunter versucht, Kritiker mundtot zu machen. Nach der deutschen Wiedervereinigung wurden diese Redewendungen substanzlos. Die Radio-Comedy-Sendung Gerd-Show veröffentlichte ein Lied, das sich auf die Redewendung bezog. Das ZDF betitelte 2015 eine zweiteilige Dokumentation über den Vergleich von ost- und westdeutschem Lebensstil mit dieser Aufforderung.